# Ljudmila Litvinova
Ljudmila Anatoljevna Litvinova (ryska: Людмила Анатольевна Литвинова), född 8 juni 1985 i Lipetsk i Ryska SFSR i Sovjetunionen, är en rysk före detta friidrottare som tävlade i 400 meter.
Litvinova deltog i det ryska stafettlag på 4 x 400 meter vid olympiska sommarspelen 2008 som slutade på andra plats efter USA. Laget blev sedermera diskvalificerat efter att Tatiana Firova och Anastasia Kapatjinskajas dopingprov visat sig vara positiva.
Hon deltog även i stafettlaget som tog bronsmedaljen på 4 x 400 m vid friidrotts-VM 2009 i Berlin samt i stafettlaget som tog bronsmedaljen på 4 x 400 m vid friidrotts-VM 2011 i Daegu.

## Personliga rekord
- 200 meter - 22,82 sekunder (30 maj 2009, Sotji)
- 400 meter - 50,27 sekunder (24 juli 2009, Tjeboksary)